# Igor Krawczuk
Igor Aleksandrowicz Krawczuk, ros. Игорь Александрович Кравчук (ur. 13 września 1966 w Ufie) – rosyjski hokeista, reprezentant ZSRR, WNP, Rosji, czterokrotny olimpijczyk. Trener hokejowy.
Jego syn Kristofer Kravchuk (ur. 1993) również jest hokeistą (posiada obywatelstwo amerykańskie).

## Kariera
- Saławat Jułajew Ufa (1982-1987)
- CSKA Moskwa (1987-1992)
- Chicago Blackhawks (1992-1993)
- Edmonton Oilers (1993-1995)
- St. Louis Blues (1995-1997)
- Ottawa Senators (1997-2000)
- Calgary Flames (2000-2002)
- Florida Panthers (2002)

Wychowanek Saławata Jułajew Ufa, grał także w CSKA Moskwa. W drafcie NHL z 1991 został wybrany przez Chicago Blackhawks i rok później wyjechał do USA. W lidze NHL rozegrał 12 niepełnych sezonów do 2002.
Reprezentował trzy reprezentacje: ZSRR, WNP i Rosji. W młodości grał w kadrach juniorskich ZSRR. Uczestniczył w turniejach mistrzostw Europy juniorów do lat 18 w 1984 oraz mistrzostw świata juniorów do lat 20 w 1985, 1986. W wieku seniorskim uczestniczył w turniejach Canada Cup w 1987, 1991 (ZSRR), na zimowych igrzyskach olimpijskich 1988 (ZSRR), 1992 (WNP), 1998, 2002 (Rosja), mistrzostw świata 1990, 1991 (ZSRR), 2000 (Rosja) oraz Pucharu Świata (Rosja).

## Kariera trenerska
Po zakończeniu kariery został trenerem. W 2012 został mianowany szkoleniowcem reprezentacji Rosji do lat 18 i poprowadził ją na turnieju mistrzostw świata 2013 w Soczi (Rosja zajęła czwarte miejsce). W sezonie KHL (2014/2015) został asystentem trenera w klubie Siewierstal Czerepowiec. Przed sezonem KHL (2017/2018) został asystentem trenera w chińskim klubie Kunlun Red Star. W sezonie 2018/2019 trenował w kanadyjskim klubie Lac St-Louis Lions Sud Btm. W sezonie 2021/2022 był nadzorcą hokeja młodzieżowego w Awangardzie Omsk oraz asystentem w sztabie kadry Rosji II. W połowie 2022 wszedł do sztabu CSKA Moskwa

## Sukcesy
Reprezentacyjne
- Brązowy medal mistrzostw świata juniorów do lat 20: 1985 z ZSRR
- Złoty medal mistrzostw świata juniorów do lat 20: 1986 z ZSRR
- Srebrny medal Canada Cup: 1987 z ZSRR
- Złoty medal mistrzostw świata: 1990 z ZSRR
- Brązowy medal mistrzostw świata: 1991 z ZSRR
- Złoty medal zimowych igrzysk olimpijskich: 1988 z ZSRR, 1992 z WNP
- Srebrny medal zimowych igrzysk olimpijskich: 1998 z Rosją
- Brązowy medal mistrzostw świata: 2002 z Rosją

Klubowe
- Mistrzostwo wyższej ligi: 1985 z Saławatem Jułajew Ufa
- Złoty medal mistrzostw ZSRR: 1988, 1989 z CSKA Moskwa
- Srebrny medal mistrzostw ZSRR: 1990, 1992 z CSKA Moskwa
- Puchar ZSRR: 1988 z CSKA Moskwa
- Puchar Europy: 1988, 1989, 1990 z CSKA Moskwa
- Puchar Spenglera: 1991 z CSKA Moskwa
- Mistrzostwo konferencji NHL: 1992 z Chicago Blackhawks
- Clarence S. Campbell Bowl: 1992 z Chicago Blackhawks

Indywidualne
- Hokej na lodzie na Zimowych Igrzyskach Olimpijskich 1992:
  - Skład gwiazd turnieju
- NHL (1997/1998):
  - NHL All-Star Game

Rekord
- Liczba zdobytych medali olimpijskich wśród hokeistów: 4 (wraz z nim Rosjanie Jiří Holík i Władisław Trietjak).

Wyróżnienia
- Zasłużony Mistrz Sportu ZSRR w hokeju na lodzie: 1992
- Rosyjska Galeria Hokejowej Sławy: 2014